# Night of the Living Dead (chanson)
Singles de Misfits
Horror Business
(1979) Halloween
(1981)
Night of the Living Dead est une chanson du groupe d'horror punk Misfits issue de l'album 12 Hits from Hell. 
Night of the Living Dead a été publié en single le 31 octobre 1979 par le label du chanteur Glenn Danzig, Plan 9 Records. Le pressage noir du vinyle 7" fut écoulé à 2 000 copies.

## Composition du groupe
- Glenn Danzig – chants
- Bobby Steele – guitare, chœurs
- Jerry Only – basse, chœurs
- Joey Image – batterie